# Eocoracias
Eocoracias is een geslacht van uitgestorven scharrelaarvogels, dat leefde tijdens het Midden-Eoceen in Europa. De typesoort is Eocoracias brachyptera.

## Fossiele vondsten
Eocoracias is bekend van fossiele vondsten in de Messelgroeve in de Duitse deelstaat Hessen met een ouderdom van ongeveer 47 miljoen jaar.

## Kenmerken
Eocoracias leek uiterlijk meer op grondscharrelaars dan op echte scharrelaars met kortere vleugels, een langere staart en stevigere poten dan die van scharrelaars. Daarnaast was de kop minder lang en de voeten kleiner dan die van scharrelaars. Eocoracias was ongeveer 35 centimeter lang en daarmee iets groter dan de meeste hedendaagse scharrelaars. De maaginhoud toont zaden en dierlijk materiaal, wat er op wijst dat Eocoracias een omnivoor was. Kleine structuren in de gefossileerde veren wijzen op blauwgekleurde veren.